# 費德勒爾波因特鎮區 (北卡羅萊納州新漢諾威縣)
費德勒爾波因特鎮區（英語：Federal Point Township）是位於美國北卡羅萊納州新漢諾威縣的一個鎮區。

## 地方資料
費德勒爾波因特鎮區的面積為66.56平方千米，皆為陸地。根據2020年美國人口普查的數據，當地共有人口31187人，而人口密度為每平方千米468.55人。